# Synthecium elegans
Synthecium elegans är en nässeldjursart som beskrevs av George James Allman 1872. Synthecium elegans ingår i släktet Synthecium och familjen Syntheciidae. Inga underarter finns listade i Catalogue of Life.